# Oberleitungsbus Bologna
Der Oberleitungsbus Bologna ist ein aus vier Linien bestehendes O-Bussystem in der italienischen Universitätsstadt Bologna. Betrieben wird das seit 1991 bestehende heutige System vom Nahverkehrsunternehmen Trasporto Passeggeri Emilia-Romagna, welches 2012 aus dem städtischen Verkehrsbetrieb Azienda Trasporti Consorziali di Bologna (ATC) hervorgegangen ist. Bereits zwischen 1940 und 1945 sowie zwischen 1955 und 1982 fuhren Oberleitungsbusse in der Hauptstadt der Region Emilia-Romagna.

## Liniennetz
Seit der letzten Erweiterung im Jahr 2020 besteht das Netz derzeit aus fünf Linien, davon zwei Ring-, eine Radial- und zwei Durchmesserlinien. Für die rund 80 benötigten Kurse stehen aktuell nur 56 O-Busse zur Verfügung, sodass es (vorwiegend auf den Linien 14 und 32) zu einem regulären Mischbetrieb mit Dieselbussen kommt:
| Linie | Strecke                                                                 | Haltestellen | min. Taktfolge | derzeitiger Fahrzeugeinsatz      |
| ----- | ----------------------------------------------------------------------- | ------------ | -------------- | -------------------------------- |
| 13    | Borgo Panigale – Centro – San Ruffillo – Rastignano di Pianoro          | 41 / 44      | 5,5 Minuten    | Gelenkwagen                      |
| 14    | Barca – Centro – Due Madonne / Rotonda Negroni / Pilastro               | 45 / 44      | 05 Minuten     | Solaris trollino / iveco Crealis |
| 15    | Piazza XX Settembre - Via Rizzoli - Via Mazzini - San Lazzaro di Savena |              | 05 Minuten     | Iveco crealis                    |
| 32    | Circolare esterna destra (Stadtring im Uhrzeigersinn)                   | 22           | 012 Minuten    | Gelenkwagen                      |
| 33    | Circolare esterna sinistra (Stadtring gegen Uhrzeigersinn)              | 26           | 012 Minuten    | Gelenkwagen                      |

Die Linie 13 war die erste O-Buslinie des aktuellen Systems, welche 1991 ihren Betrieb auf der Strecke von San Ruffillo (Ponte Savena) im Süden durch die Innenstadt nach Borgo Panigale (Normandia) im Westen aufnahm. Sie entstand durch die Zusammenlegung der Buslinien 41 und 46. Anfangs wurden die O-Busse der Linie von den fünf Unterwerken Borgo Panigale, Tofane, Avesella, Carducci und Murri mit Strom versorgt, 2005 nahm man Avesella wegen Inkompatibilität zum städtischen Stromnetz außer Betrieb. Ab 2004 wurde die Linie am südlichen Streckenende in San Ruffillo von der Haltestelle Ponte Savena zu einer neuen Blockschleife durch die Via Pavese verlängert. Die Streckenerweiterung ging mit Fahrplanwechsel am 13. September 2007 in Betrieb. Eine weiterführende Verlängerung nach Rastignano ist in Planung. Einige Kurse der Linie 13 enden bereits an der Via Lame in der Innenstadt, diese sind mit dem Liniensignal 13/ beschildert – das heißt, es handelt sich um eine sogenannte gestrichene Linie.
Die Linie 14 verläuft von Barca im Südwesten durch das Zentrum nach Nordosten. Hier teilt sich die Strecke an der Tangenziale San Vitale in die drei Äste Due Madonne (A), Rotonda Negroni (B) und Pilastro (C) auf. Mit der Elektrifizierung der Strecke wurde bereits 2002 begonnen, aufgrund einer fehlenden Eisenbahnunterführung konnte der Bau jedoch erst 2011 fortgeführt werden. Am 3. Oktober 2012 konnte mit der Fertigstellung der Fahrleitung des A-Astes der erste O-Bus auf der Linie 14 eingesetzt werden. Aufgrund eines fehlenden Unterwerks in diesem Bereich wird jedoch zwischen San Vitale und Due Madonne mit Hilfsaggregat gefahren. Das Gleiche gilt für die B- und C-Äste, auf denen die Fahrleitung noch nicht fertiggestellt ist. Die Linie 14 wird von den Unterwerken Barca, Tofane, San Isaia, Carducci und Massarenti gespeist.
Die Linie 15 ist die jüngste Linie. Sie wurde 2020 in Betrieb genommen und bindet die Kommune San Lazzaro di Savena an die Altstadt und den Hauptbahnhof Bologna Centrale an.
Der Betrieb auf dem Stadtring durch die Linien 32 und 33 wurde am 14. Oktober 2002 wieder aufgenommen. Dabei verlaufen die Oberleitungen ausgehend vom nördlich des Zentrums gelegenen Hauptbahnhof Bologna Centrale entlang des Stadtrings in beide Richtungen via Porta San Vitale (Kreuzung mit Ostast der Linie 14), Porta Santo Stefano (Kreuzung mit Südast der Linie 13), Porta Castiglione, Porta Sant`Isaia (Kreuzung mit Westast der Linie 14) und Porta San Felice (Kreuzung mit Westast der Linie 13). Auf dem letzten Kilometer zwischen Porta Lame und dem Bahnhof verlassen die beiden Linien den Stadtring, um die weiter im Zentrum gelegene Piazza Dei Martiri anzubinden. Die Stromversorgung der Ringlinien wird durch die Unterwerke San Isaia und Carducci gewährleistet.

## Geschichte

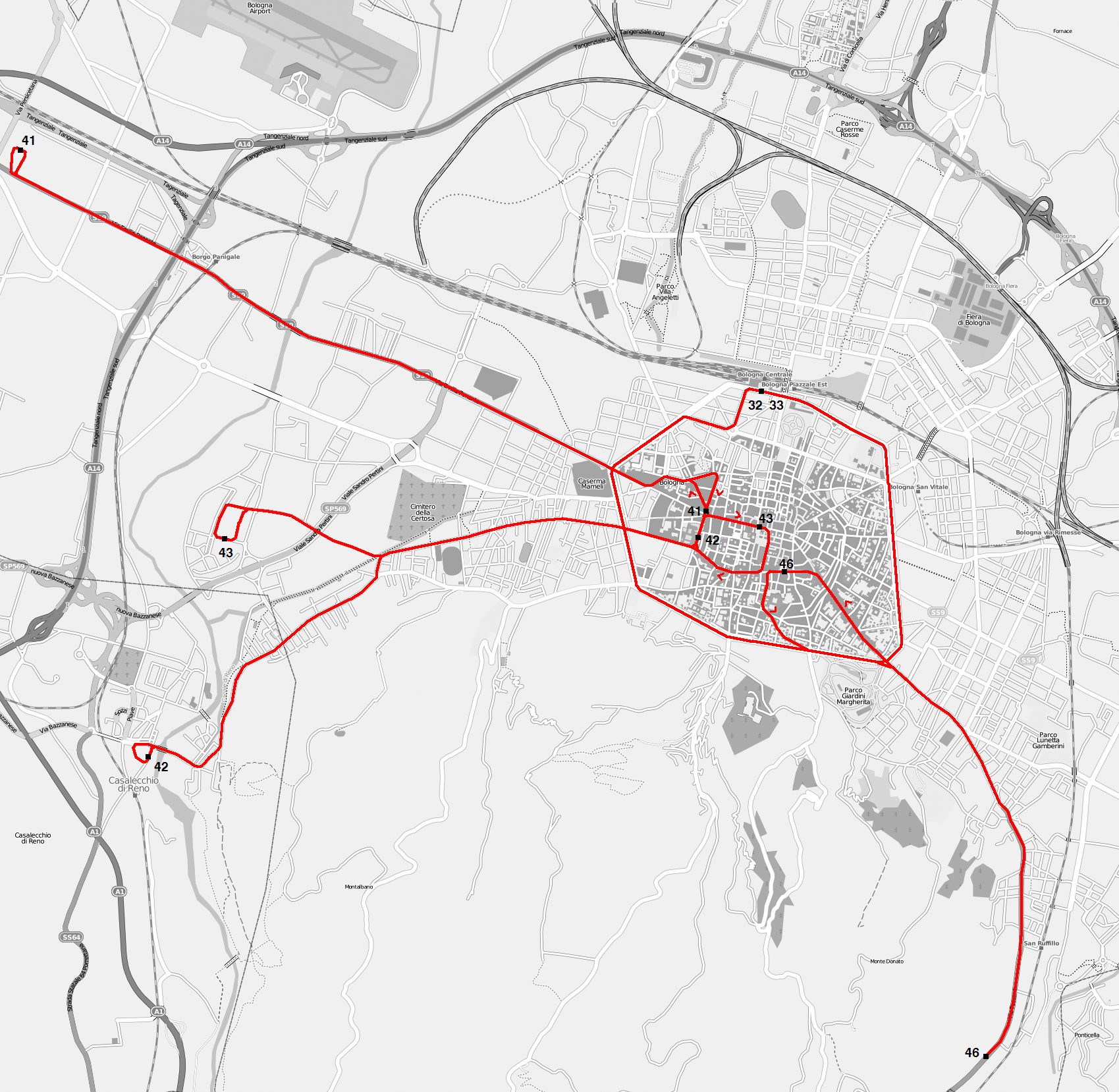
Das Liniennetz im Jahr 1976

### Liniennetz von 1940 bis 1945
Ab Oktober 1940 bestand parallel zur Straßenbahn Bologna das erste O-Bussystem der Stadt. Aufgrund umfassender Beschädigungen durch den Zweiten Weltkrieg wurde der Betrieb bereits 1945 wieder eingestellt.

### Liniennetz von 1955 bis 1982
Die geplante Umstellung des Straßenbahnnetzes (bis 1963) führte ab 1955 zum Aufbau eines neuen O-Bussystems. Die größte Ausdehnung hatte das Trolleybusnetz in den 1960er bis 1970er Jahren mit zwei Ring- und vier Radiallinien, wobei die Strecke nach Casalecchio di Reno über die Stadtgrenze hinaus führte.
| Linie | Strecke                                                    | Anmerkungen                         |
| ----- | ---------------------------------------------------------- | ----------------------------------- |
| 32    | Circolare esterna destra (Stadtring im Uhrzeigersinn)      | Ringlinie                           |
| 33    | Circolare esterna sinistra (Stadtring gegen Uhrzeigersinn) | Ringlinie                           |
| 41    | Via Lame – Villaggio Ina Casa (Borgo Panigale)             | Radiallinie                         |
| 42    | Piazza Malpighi – Casalecchio                              | Radiallinie (mit Überlandabschnitt) |
| 43    | Piazza Maggiore – Villaggio CEP (Quartiere Barca)          | Radiallinie                         |
| 46    | Piazza Minghetti – San Ruffillo                            | Radiallinie                         |

Wie in anderen italienischen Städten erfuhr das zweite O-Busnetz in Bologna einen Rückgang in der zweiten Hälfte der 1970er Jahre. Als letzter Abschnitt wurde die Linie 42 am 16. September 1982 eingestellt. Die Oberleitungen wurden jedoch nicht restlos entfernt, was die Wiederaufnahme des Obusbetriebs ab 1990 begünstigte.

## Einrichtungen und Technik

### Depots
Das Deposito Due Madonne befindet sich im Nordosten der Stadt an der Endhaltestelle des A-Astes der O-Buslinie 14.
Das Deposito Battindarno liegt westlich des Stadtzentrums zwischen den Außenästen der Linien 13 und 14.

### Spurbuspläne
Ein von der ATC mit dem Hersteller Irisbus geplantes Spurbussystem auf den Linien 19 und 27 konnte aufgrund von Mängeln nicht in Betrieb genommen werden. Mehrere ausgelieferte Gelenktrolleybusse vom Typ Irisbus Civis erhielten keine Zulassung, unter anderem wegen eines mittig angeordneten Fahrerplatzes. Seit den Probefahrten auf einem kurzen, bereits fertiggestellten Abschnitt der Linie 19 sind die Wagen im Betriebshof Due Madonne abgestellt. Die bereits begonnenen Arbeiten am Spurbusnetz wurden auch mit Blick auf die derzeit geplante Einführung einer Straßenbahn in Bologna eingestellt. Bei Nachverhandlungen mit Irisbus wurde die Fahrzeugbestellung auf insgesamt 49 Gelenkzüge des Typs Crealis abgewandelt. Die Linien 19 und 27 sollen zu regulären O-Buslinien werden.

### Fahrdrahtspannung
Derzeit wird die Fahrdrahtspannung in Bologna von 600 auf 750 Volt erhöht, weswegen die älteren Fahrzeuge und technische Einrichtungen sukzessive umgerüstet werden müssen. Bei den neuen Fahrzeugen vom Typ Solaris Trollino wurde das Vorhaben bereits bei der Bestellung berücksichtigt, sodass keine Nachrüstungen erforderlich sind.

## Fahrzeugpark

### Aktuelle Fahrzeuge
Der aktuelle Fuhrpark besteht aus 95 Gelenkfahrzeugen:
| Nummern   | Stück | Hersteller               | Elektrik      | Typ         | Art         | Baujahre  | Bild |
| --------- | ----- | ------------------------ | ------------- | ----------- | ----------- | --------- | ---- |
| 1021–1040 | 20    | MAN–Bassotto / Autodromo | Adtranz–Kiepe |             | Gelenkwagen | 1996–1997 |      |
| 1041–1055 | 15    | MAN–Bassotto / Autodromo | Kiepe         |             | Gelenkwagen | 1999–2000 |      |
| 1056–1066 | 11    | Solaris                  | Cegelec       | Trollino 18 | Gelenkwagen | 2010      |      |
| 1101–1149 | 49    | Iveco Bus                | Cegelec       | Crealis     | Gelenkwagen | 2015–2016 |      |

### Ehemaliger Fuhrpark
| Nummern | Stück | Hersteller | Elektrik | Typ     | Art       | Baujahre | Bild |
| ------- | ----- | ---------- | -------- | ------- | --------- | -------- | ---- |
| 001–010 | 10    | Menarini   | ABB      | 220 LF  | Solowagen | 1989     |      |
| 011–020 | 10    | Bredabus   | ABB      | 4001.12 | Solowagen | 1989     |      |

### Zukünftiger Fuhrpark
Für die geplante Umstellung der bisherigen Buslinien 11, 19W, 25 sowie des Südostastes der Linie 27 auf Oberleitungsbusbetrieb ist die Beschaffung von insgesamt bis zu 70 Gelenkwagen vorgesehen, welche über eine In-Motion-Charging-Ausrüstung verfügen sollen. Die Ausschreibung zur Lieferung der Fahrzeuge soll 2024 veröffentlicht werden.